# 1314
1314 (MCCCXIV) je bilo navadno leto, ki se je po julijanskem koledarju začelo na torek.

## Dogodki

### Prva vojna za škotsko neodvisnost
- pomlad - Škotski plemič Edvard Bruce, mlajši brat kralja Roberta Bruca, oblega utrdbo Stirling, ki je v posesti Angležev. V brezupni situaciji sklene angleški upravitelj sporazum z Edvardom, da če mu do sredine poletja ne pride na pomoč angleška vojska, preda utrdbo Škotom. Angleški kralj Edvard II. po hitrih pripravah odrine z vojsko na sever.
- marec - Škotski vojskovodja James Douglas prežene Angleže iz obmejne utrdbe Roxburgh. Za njim ne zaostaja drugi škotski vojskovodja grof Moray, ki zavzame utrdbo Edinburgh.
- maj - Robert Bruce pleni po severni Angliji.
- 24. junij - Bitka pri Bannockburnu: škotska vojska pod vodstvom kralja Roberta Bruca v dvodnevni bitki odločujoče porazi enkrat večjo angleško vojsko pod vodstvom kralja Edvarda II., ki se spre s svojimi generali okoli postavitve obrambe. Deklaracija v Arbroathu → 1320
  - Po porazu Angležev začno Škoti pleniti po severni Angliji, brat škotskega kralja Edvard Bruce pa začne dolgoročno načrtovati invazijo na Irsko. 1315 ↔

### Dvojne volitve v Nemčiji
- 19. oktober - Frankfurt na Majni: s štirimi elektorskimi glasovi od sedmih je za novega nemškega kralja izvoljen avstrijski vojvoda Friderik I. Habsburški.
- 20. oktober - verjetno Mainz: s petimi glasovi od sedmih je za novega nemškega kralja izvoljen zgornjebavarski vojvoda Ludvik IV. Wittelsbaški. Presežek dveh glasov, ki bi jih sicer moralo biti sedem, gre na račun razdeljenosti Saške vojvodine [1] in da poleg češkega kralja Ivana Luksemburškega  prispeva en glas na ločenih volitvah še odstavljeni češki kralj Henrik Majnhardiner.
- 25. november - Dve istočasni kronanji:
  - Aachen: kronanje Ludvika IV. Wittelsbaškega za nemškega kralja (Rex Romanus).
  - Bonn: kronanje Friderika I. Habsburškega za nemškega kralja. Glede na to, da je Aachen tradicionalno mesto kronanja nemških kraljev, se Friderik I. Habsburški šteje za protikralja. 1326 ↔

### Ostalo
- pomlad - Francoski dvor: med prešuštvom sta zasačeni francoska kraljica Margareta Burgundska in njena svakinja Blanka Burgundska, ki sta se zapletli v intimno razmerje z dvema vitezoma. Šokirani kralj Filip IV. Lepi[2] prešuštnici zapre v temnico, njuna ljubimca pa podležeta brutalni torturi.

- 18. marec - Konec viteškega reda templarjev: na grmadi je skupaj s še tremi templjarji sežgan zadnji veliki mojster vitezov templjarjev Jacques de Molay.[3] Z usmrtitvijo velikega mojstra Jacquesa de Molayja je templarjev dokončno konec[4]. Večina preostalih templarjev, ki jim uspe ubežati, preide k hospitalcem, starejši se umaknejo iz javnosti, nekateri poiščejo zatočišče na ozemljih pod interdiktom (npr. Škotska). Za institucionalno okrnjeno nadaljevanje reda poskrbi edino portugalski kralj Denis, ki ignorira vse protitempljarske papeške bule in zaščiti templarje na Portugalskem. 1319 ↔
- 4. april - Univerza v Oxfordu: ustanovitev kolidža Exter.
- 20. april - Umre papež Klemen V.. Sledi krajša sedisvakanca do leta → 1316.
- 31. avgust - Norveški kralj Hakon V. prestavi prestolnico iz Bergena v Oslo, kjer je zgradil utrdbo Akershus.
- 29. november - Filip IV. Lepi umre za možgansko kapjo. Na francoskem prestolu ga nasledi sin Ludvik X.
- Srbija: srbski princ Štefan Dečanski se srdito spre z očetom kraljem Milutinom Nemanjićem. Kralj aretira sina in ga pošlje v Carigrad z namenom, da ga oslepijo. Bizantinski cesar Andronik II. Paleolog ignorira željo srbskega kralja in princa vključi v bizantinski dvor.
- Severno zahodna Ogrska: ogrski oligarh Matej III. Čak uspešno odbije invazijo ogrskega kralja Karla I.
- Toskana, Italija: gibelinski vojskovodja Castruccio Castracani osvoji Lucco in prežene gvelfe.
- Umrlega barona Iosa Paleologa Zaccarijo nasledita bratranca Martino in Benedetta II. Zaccaria. 1329 ↔
- Umrlega grofa Urgella Ermengola X. nasledi nečakinja Teresa de Entença, ki se poroči z drugim sinom aragonskega kralja Jakoba II.
- Umrlega vladarja monaške pečine Rainierja I. Grimaldija nasledi sin Karel I.
- Granadski emir Nasr abdicira[5] v korist Ismaila I.
- Čagatajski kanat: kan Esen Buka I. napade obmejne province mongolo-kitajskega cesarstva Yuan, vendar je zaradi izdaje v lastnih vrstah hudo poražen in zaprosi kagana/cesarja Ajurbarvado za mir. 1315 ↔
- Umrlega etiopskega cesarja Ouédem-Arada nasledi Amda-Sijon I., ki začne obdobje ekspanzije krščanskega etiopskega cesarstva na škodo muslimanskih sosedov.

## Rojstva
- Ramathibodi I., ustanovitelj tajskega kraljestva Ayutthaya († 1369)
- Thomas Holland, angleški plemič, 1. grof Kent, 2. baron Holland († 1360)
- Valdemar III., danski kralj († 1364)

## Smrti
- 8. februar - Helena Anžujska, srbska kraljica (* 1236)
- 4. marec - Jakub Świnka, poljski nadškof, državnik
- 18. marec: 
  - Jacques de Molay, zadnji veliki mojster vitezov templjarjev (* 1243)
  - Geoffroy de Charney, mojster templarjev za Normandijo
  - Godefroi de Gonneville, mojster templarjev za Akvitanijo
  - Hugues de Peraud, inšpektor templarjev za Francijo
- 20. april - papež Klemen V. (* 1264)
- 30. september - Jolanda Lusignanska, grofica La Marche (* 1257)
- 20. november - Albert II. Sprevrženi, mejni grof Meissena, deželni grof Turingije (* 1240)
- 29. november - Filip IV. Lepi, francoski kralj (* 1268)
- Bernard Saisset, okcitanski škof Pamiersa (* 1232)
- Ermengol X., grof Urgella (* 1260)
- Muhamad III., granadski emir (* 1257)
- Ouédem-Arad, etiopski cesar
- Paleologo Zaccaria, baron Iosa
- Rainier I. Monaški, genovski admiral, vladar Cagnesa in Monaka (* 1267)
- Vitelij, poljski teolog, naravoslovec (* 1220)